# محوطه بوالحسنی
محوطه بوالحسنی مربوط به دوران‌های تاریخی پس از اسلام است و در شهرستان گچساران، روستای ده دو، کلگه بوالحسنی واقع شده و این اثر در تاریخ ۳ بهمن ۱۳۷۹ با شمارهٔ ثبت ۲۹۸۷ به‌عنوان یکی از آثار ملی ایران به ثبت رسیده‌است.